# Будинок на вулиці Краківській, 24 (Львів)
49°50′37″ пн. ш. 24°1′48″ сх. д. / 49.84361° пн. ш. 24.03000° сх. д.
Будинок на вулиці Краківській, 24 (інша адреса — вулиця Лесі Українки, 8) — житловий будинок другої половини XVIII століття, пам'ятка архітектури національного значення (охоронний № 358-м). Розташований у історичному центрі Львова, на розі вулиць Краківської та Лесі Українки.

## Історія
Будинок зведений у 1775 році на місці старіших кам'яниць XVII століття, за проектом архітектора Петра Полейовського. Після пожежі, яка трапилася 1783 року, будинок перебудували за проєктом архітектора Клеменса Фесінґера. Через століття, у 1894 році, пройшла чергова реконструкція під наглядом архітектора Саломона Рімера.
За даними міських архівів будинок належав: у 1871 році — Антоніні Загурській, у 1899 році — Мошелю Веберу та Д. Зоферу, у 1916 році — спадкоємцям Вебера. Станом на 1934 рік будинок перебував у власності Руського інституту «Народний Дім».

## Опис
Кам'яниця наріжна, цегляна, триповерхова, майже прямокутна у плані, трисекційна (головний будинок, подвір'я, флігель). Первісна будівля була зведена у стилі бароко, наступні перебудови надали їй рис рококо і класицизму. Фасад тинькований, на рівні першого поверху викладений тесаним каменем. Чільний фасад, що виходить на вулицю Краківську, розкріпований, має шість вікон. Його центр підкреслений ризалітом на два вікна та балконом по ширині ризаліту. Пілястри на ризаліті та наріжнику прикрашені рокайлями та вертикальними ліпними гірляндами. Балкон спирається на п'ять декорованих різьбою кам'яних консолей, центральну з яких підтримує фігурка сатира.
Боковий фасад, що виходить на вулицю Лесі Українки, майже неоздоблений, має десять вікон.
Вікна першого поверху мають напівкруглі завершення, вікна другого і третього поверху — прості прямокутні. На другому поверсі вікна декоровані профільованими обрамленнями, а ті, що розташовані на ризаліті — лучковими сандриками та ліпниною. Другий і третій поверхи відокремлені один від одного проміжним карнизом.